# 世界語基礎
世界語基礎（世界語：Fundamento de Esperanto）由柴門霍夫於1905年所著。本書解釋世界語的基本語法規則及詞彙。1905年8月9日，第一次國際世界語大會上通過的布倫宣言規定，該書爲世界語的唯一權威。本書多數內容來自於柴門霍夫的前期作品，尤其是第一本書。

## 內容
《世界語基礎》包含四部分：序言、語法、練習及詞典。除了“序言”部分，餘下內容幾乎全部來自於柴門霍夫前期的作品，以《第一本書》爲主。但是柴門霍夫在《第二本書》中對世界語作出了細微調整：即將表示時間的關連詞創 -ian 改爲 -iam。這亦是《世界語基礎》和《第一本書》最大的不同。
本書的語法和詞典部分同時亦彼譯爲法語、英語、德語、俄語和波蘭語五種語言

## 布倫宣言
《世界語基礎》在布倫宣言第四段中被立爲世界語的唯一權威：
|  | 1. 所有世界語者唯一必須遵守的只有《世界語基礎》，任何人皆無權對本書進行任何修改。即使某人宣稱“本人以我願意的方式使用世界語”，亦不能構成違反本書所訂立的規則的理由。若本書沒有提及，則每位世界語主義者皆有權以其認爲便利，或在其他語言已有先例的方式（以世界語）表達自己的思想。但是，爲了促進世界語的統一性，建議所有世界語主義者盡力模仿柴門霍夫的作品。柴門霍夫被認爲對世界語作出了最多的努力，同時亦最理解世界語的靈魂。 |

同時， 柴門霍夫在“序言”部分亦提及：
|  | 由今開始， 當世界語新詞已經穩定後，某權威機構應將其列入官方詞典，作爲“對《基礎》的補充。 |